# Morgens früh um sechs
Morgens früh um sechs ist ein deutschsprachiges Volkslied. Der Text ist spätestens 1848 in Karl Simrocks Deutschem Kinderbuch nachgewiesen. 1879 erschien er in Philipp Wegeners Volksthümliche Lieder aus Norddeutschland, 1885 in Berthold Hartmanns Studie Das volkstümliche deutsche Kinderlied.

## Inhalt
Der Text, dessen Verfasser als ungeklärt gilt, ist volkstümlich und einem alten Abzählreim nachempfunden. Er beschreibt den Tagesablauf einer Hexe von um 6 Uhr früh bis um 12 Uhr mittags. Sie bereitet in dieser Zeit ihr Mittagessen vor. Das Lied wird in Kindergärten und Grundschulen zur Behandlung der Uhrzeit verwendet. Daneben kommt es auch als Gedächtnis- und Konzentrationsübung in Form eines Gedichts zum Einsatz.

## Melodie
Quelle: Nach einer Volksweise, 19. Jahrhundert.
Ein mehrstimmiger Satz zur Voksweise stammt von H. R. Witzig. Weitere Vertonungen stammen von Richard Rudolf Klein (1960) sowie als vierstimmiger Kanon von Heinrich Poos.

## Text
Morgens früh um sechs

kommt die kleine Hex´.

Morgens früh um sieben

schabt sie gelbe Rüben.

Morgens früh um acht

wird Kaffee gemacht.

Morgens früh um neune

geht sie in die Scheune.

Morgens früh um zehne

holt sie Holz und Späne.

Feuert an um elfe

kocht dann bis um zwölfe.

Fröschebein und Krebs und Fisch,

hurtig Kinder, kommt zu Tisch!